# Glenn Ligon
Glenn Ligon (né en 1960) est un artiste conceptuel américain dont le travail explore les notions de langage, désir, sexualité, les questions raciales et l'identité.
Ligon tire souvent ses sources de la littérature et de discours de personnalités culturelles du XXe siècle telles que James Baldwin, Zora Neale Hurston, Gertrude Stein, Jean Genet et Richard Pryor.

## Biographie

### Jeunesse et formation
Glenn Ligon est né en 1960 dans le Forest Houses Projects dans le sud du Bronx. À l'âge de sept ans, ses parents, divorcés et issus de la classe ouvrière, ont réussi à obtenir des bourses pour que lui et son frère aîné puissent intégrer la Walden School, une école privée de qualité située dans l'Upper West Side de Manhattan.
Ligon s'inscrit à l'École de design de Rhode Island, où il passe deux ans avant d'être transféré à l'Université Wesleyenne. Il est diplômé de Wesleyan avec un BA en 1982. 
Après avoir obtenu son diplôme, il a travaillé comme relecteur dans un cabinet d'avocats, tandis que pendant son temps libre il peignait, travaillant dans le style expressionniste abstrait de Willem de Kooning et Jackson Pollock. En 1985, il participe au programme d'études indépendantes du Whitney Museum of American Art.   

### Carrière
Il a commencé sa carrière en tant que peintre abstrait, puis commencé à introduire du texte et des mots dans son travail au milieu des années 1980 afin de mieux exprimer ses préoccupations politiques et ses idées sur l'identité raciale. La plupart des textes qu'il a utilisés proviennent d'importants écrivains afro-américains (James Baldwin, Zora Neale Hurston et Ralph Ellison). 
Glenn Ligon s'est fait connaître au début des années 1990, en même temps qu'une génération d'artistes tels que Janine Antoni, Renée Green, Marlon Riggs, Gary Simmons et Lorna Simpson.  

## Œuvre
Glenn Ligon exploite de multiples médias dans sa pratique, notamment la peinture, la gravure, le néon, la vidéo et la photographie. Son travail est largement influencé par ses expériences en tant qu’homme afro-américain homosexuel vivant aux États-Unis.

### Œuvres basées sur des textes
En 1990, il tient sa première exposition personnelle, How It Feels to Be Colored Me, à Brooklyn. Cette exposition a établi la réputation de Glenn Ligon pour la création de grandes peintures textuelles dans lesquelles une phrase tirée de la littérature ou d'autres sources est répétée en boucle. Les taches et les traînées du texte au pochoir se superposent jusqu'à ce que les lignes répétées soit occultés. Sans titre (I Am a Man) (1988), est une réinterprétation des pancartes portées lors de la grève des éboueurs de Memphis en 1968 — rendue célèbre par les photographies de la marche d'Ernest Withers — c'est le premier exemple de son usage du texte. Dans plusieurs autres tableaux, il superpose des textes répétés jusqu'à les rendre illisibles, exigeant l'attention du spectateur alors qu'il tente de distinguer les mots obscurcis. Prologue Series #2 de Ligon (1991) comprend le texte d'ouverture de Invisible Man de Ralph Ellison, peint au pochoir dans différentes nuances de noir et de gris, les mots devenant moins perceptibles à mesure qu'ils progressent vers le bas de la composition. Il utilise ce même passage de texte dans Prologue Series #5 (1991), mais obscurcit davantage les mots, créant ainsi un sentiment supplémentaire d'abstraction et d'ambiguïté sur le sujet. 
En 1993, Ligon a commencé sa série de peintures basées sur les numéros de stand-up comedy révolutionnaires de Richard Pryor des années 1970.
Dans la série Stranger de Ligon, il poursuit une exploration de longue haleine de peintures basées sur l'essai de James Baldwin de 1953, Stranger in the Village. Cette série a débuté en 1996 avec des extraits sélectionnés rendus selon la technique du pochoir de Ligon qui réduit progressivement la lisibilité du texte sur la toile. En 2021, Ligon met un point d'orgue à cette série en présentant l'essai dans son intégralité sous la forme de peintures textuelles à grande échelle.
La série Debris Field de Glenn Ligon a débuté avec des gravures en 2012. En 2018, il étend cette série à des peintures réalisées à l'aide de pochoirs. Elles ne font pas directement référence à des textes préexistants, ni à de la littérature ou à des actes de parole de personnalités culturelles. Au lieu de cela, la série Debris Field utilise des pochoirs de formes de lettres créées par Ligon. Les formes des lettres sont disposées dans des compositions sur toute la toile. Bien que reconnaissables comme des lettres, les formes au pochoir s'empilent et se superposent également sur la toile, renforçant l'engagement de longue date de Ligon envers les questions de lisibilité et la tension entre figuration et abstraction.

### To Disembark(1993) etRunaways(1993)
En 1993, To Disembark de Ligon a été présenté au Hirshhorn Museum and Sculpture Garden à Washington, DC. Le titre fait référence au titre d'un recueil de poésie de Gwendolyn Brooks. L'exposition établit un lien entre l'héritage de l'esclavage américain et les injustices raciales d'aujourd'hui, et reconnaît que les Afro-Américains souffrent encore des résidus de l'ère esclavagiste prenant la forme du racisme. Dans l'œuvre éponyme de l'exposition Untitled (To Disembark) de 1993, Ligon a conçu une série de caisses inspirées de celle décrite par Henry « Box » Brown dans son récit de Henry Box Brown qui s'est échappé de l'esclavage enfermé dans une boîte de 90 60cm. Brown s'était échappé de l'esclavage en se postant lui même de Virginie vers la liberté en Philadelphie via une caisse. L'exposition To Disembark s'articule autour de neuf caisses que Ligon a construites et dispersées dans la galerie. Ligon a également pris note de la façon dont Brown aurait chanté à son arrivée à Philadelphie. Pour intégrer cet élément, Ligon a placé des haut-parleurs à l'intérieur des caisses diffusant à un bas niveau sonore des chansons telles que Strange Fruit chantée par Billie Holiday et Sound of da Police de KRS-One. Chaque caisse diffusait un son différent, comme un battement de cœur, une musique spirituelle ou un rap contemporain. La juxtaposition de toutes les chansons, couvrant un siècle, est un élément auditif exposant davantage les effets durables de l'esclavage. Strange Fruit a été utilisé par d'autres artistes noirs tels que Hank Willis Thomas dans sa série photographique du même nom.
Cette exposition comprend également Runaways (1993), une suite de 10 lithographies. Ligon a demandé à des amis de le décrire et a ensuite inclus ces descriptions sous forme de texte dans une série d'affiches le représentant comme un esclave en fuite, dans le style des journaux du XIXe siècle diffusés pour annoncer le retour des esclaves fugitifs. 
Dans une autre partie de l'exposition, Glenn Ligon a dessiné au pochoir quatre citations d'un essai de Zora Neale Hurston de 1928, How It Feels To Be Colored Me. Il intervient directement sur les murs en inscrivant en langue anglaise : « I feel most colored when I am thrown against a sharp white background » (Je me sens plus coloré quand je suis projeté sur un fond blanc net), « I remember the very day that I became colored » (Je me souviens du jour même où je suis devenu coloré), « I am not tragically colored » (Je ne suis pas tragiquement coloré), et « I do not always feel colored » (Je ne me sens pas toujours coloré). Glenn Ligon a trouvé l'écriture de Hurston éclairante parce qu'elle explore l'idée de la race comme un concept structuré par le contexte plutôt que par l'essence.